# Carroña (cómic)
Carroña (en inglés Carrion) es un personaje ficticio, un supervillano que aparece en los cómics estadounidenses publicados por Marvel Comics. El personaje generalmente se representa como un enemigo de Spider-Man.

## Historial de publicaciones
La versión clon de Miles Warren de Carroña apareció por primera vez en The Spectacular Spider-Man # 25 y fue creada por Bill Mantlo, Jim Mooney y Frank Springer. Carroña surgió como parte de una historia que era una secuela de la Saga Clon original y, como resultado, tiene una de las historias más complicadas de cualquier villano de Spider-Man. Su historia ha sido reconectada varias veces a medida que sucesivos escritores cambiaron el estado de los diversos clones, los planes y motivaciones del profesor Miles Warren y otros aspectos de las historias. A menudo, estos cambios tuvieron lugar en historias que no involucraron directamente a Carroña, lo que resultó en más historias que intentaban cerrar las brechas. Se han encontrado no menos de tres encarnaciones separadas.
William Allen apareció por primera vez en Spider-Man: Dead Man's Hand # 1 (abril de 1997), creado por Roger Stern y Dan Lawlis. McBride fue creado por Sal Buscema y Gerry Conway en The Spectacular Spider-Man # 149 (abril de 1989).

## Biografía del personaje ficticio

### Clon de Miles Warren
La Carroña original apareció por primera vez buscando destruir a Spider-Man, de alguna manera sabiendo que su identidad secreta era Peter Parker. Se acercó sin éxito a la Maggia con un plan para matar a Spider-Man. Atacó a Peter Parker, culpándolo por la muerte de Gwen Stacy.
Carroña intentó destruir a Parker / Spider-Man varias veces antes de capturar a Spider-Man y revelarle que era un clon decaído del profesor Miles Warren, también conocido como el Chacal. Warren había creado el clon y lo había dejado en una cápsula para madurar hasta su pleno desarrollo; sin embargo, Warren había muerto (aparentemente) y el clon se había desarrollado en la cápsula con una edad acelerada artificialmente. Algo salió mal y el cuerpo del clon se convirtió en un cadáver vivo. Como clon de Warren, Carroña culpó a Spider-Man por la muerte de Warren y Gwen Stacy y trató de llevarlo ante la justicia con la ayuda de un estudiante maleable llamado Randy Vale. Carroña capturó a Peter Parker y se preparó para matarlo con un gigante "Spider-Amoeba" creado mediante la clonación de células de Parker. Sin embargo, Parker se liberó y se convirtió en Spider-Man. En la lucha posterior, un incendio consumió el laboratorio mientras la ameba se aferró a Carroña. El Spider-Amoeba asfixió a Carroña, ahogándolo hasta la muerte, y luego incapaz de escapar, pereció en el fuego.

### Malcolm McBride
Muchos años después, Spider-Man aprendió del Alto Evolucionador que Warren no había logrado la clonación, sino que había creado un virus genético que podía transformar a los seres humanos existentes en lo que parecían ser duplicados genéticos de otras personas. Esto dejó a Spider-Man preguntándose "¿Qué pasa con Carroña?" Como Peter Parker, buscó en el antiguo laboratorio de Miles Warren y encontró un diario que aparentemente respondía muchas preguntas, aunque muchos años después el Evolucionador arrojaría más dudas sobre esto. Parker fue seguido por su estudiante universitario de investigación rival, Malcolm McBride, quien descubrió un tubo de ensayo que contenía una sustancia extraña. Al examinarlo, McBride descubrió que se trataba de una creación genética avanzada que, al exponerse al aire, creció rápidamente y lo consumió, convirtiéndolo en una segunda encarnación de Carroña, completa con todos los conocimientos y poderes que el original había mostrado. El nuevo Carroña atacó a Spider-Man, retomando la causa de su predecesor.
Inicialmente, Carroña se creía que era otro clon de Warren, pero lentamente encontró que los recuerdos y la personalidad de McBride intentaban reafirmarse. Carroña lucharía contra Spider-Man en varias ocasiones. Carroña unió fuerzas con el Hobgoblin contra Spider-Man, y aparentemente se sacrificó para salvar a la madre de Malcolm McBride. Carroña apareció vivo nuevamente, y se unió a Carnage, Doppelganger, Demoduende y Shriek en la matanza de Maximum Carnage en la ciudad de Nueva York. Shriek, mentalmente inestable, comenzó a mirar a Carrion y a los demás como sus "hijos" y los de Carnage. Los villanos fueron derrotados y confinados en la institución mental Ravencroft. Más tarde, Shriek escapó y liberó a Carrion. Ella trató de dominar a Carrión aún más y lo alentó a destruir todos los aspectos de la vida de McBride. Sin embargo, cuando se enfrentaron a Spider-Man en la casa de McBride, la madre de McBride pudo alcanzar la verdadera identidad de su hijo. La Sra. McBride y Shriek pelearon por quién era la verdadera madre. Malcolm / Carroña fue llevado a la desesperación por esto e intentó activar el virus Carroña sobre sí mismo. En un momento de compasión, Shriek lo curó del virus. Malcolm McBride regresó a Ravencroft.
Más tarde, el misterioso Judas Traveler invadió Ravencroft y transformó brevemente a McBride de nuevo en Carroña durante un encuentro con Spider-Man. Sin embargo, al final, McBride fue transformado por Traveler y todos sus recuerdos de Peter Parker como Spider-Man fueron borrados. Posteriormente, se reveló que muchos de los poderes mostrados por Traveler eran en realidad ilusiones, por lo que no está claro qué sucedió realmente.

### William Allen
Tras la muerte del Chacal, su cadáver fue examinado por agentes de S.H.I.E.L.D., el Dr. William Allen ignoró los protocolos de seguridad y en el proceso fue infectado por una versión nueva y más fuerte del virus Carroña, transformándolo en la tercera encarnación del villano. La Carroña más mortal de todos, exhibió la capacidad adicional de usar una "peste zombie" para controlar las mentes de los demás, pero también descubrió que las mentes de Warren y Allen luchaban por el control del cuerpo. Mientras Carroña intentaba infectar la ciudad con la peste del polvo rojo, Spider-Man se enfrentó al Alto Evolucionador, quien confirmó que había tratado deliberadamente de distorsionar los logros de Warren falsificando los diarios y la evidencia para que pareciera que Warren nunca había logrado una verdadera clonación. Spider-Man descubrió las viejas notas de Warren que se utilizaron para generar una cura, mientras se enfrentaba a Carroña. Este último ahora reveló que la Carroña original había sido un clon de Warren, creado para incubar un virus para destruir a la humanidad, pero que había sido liberado demasiado pronto y había fallado en su misión. Spider-Man sometió al nuevo Carroña, que fue puesto bajo la custodia de S.H.I.E.L.D. El Alto Evolucionador proporcionó datos de los diarios de Warren que podrían curarlo. Sin embargo, no se descubrió ninguna cura para William, por lo que se lo mantuvo en estasis en una instalación segura de S.H.I.E.L.D.
Carroña fue en algún momento encarcelado en la Zona Negativa de la Prisión Alfa. Cuando Blastaar y sus fuerzas invaden las instalaciones en busca de su portal a la Tierra, Star-Lord obliga a Carroña a ayudarlo a enviar una señal de angustia telepática a Mantis y a los otros Guardianes de la Galaxia.
Carroña luego aparece como miembro de la encarnación del Consejo de la Sombra de los Maestros del Mal.

### Virus sensible
Una nueva versión de Carroña, diseñada por el Chacal, corrió desenfrenada por Nueva York, saltando de un cuerpo anfitrión al siguiente (tomando el control de ellos mientras tanto). Después de ser perseguido por la ciudad por el Superior Spider-Man (la mente del Doctor Octopus en el cuerpo de Peter Parker), el virus Carroña se apoderó del cuerpo de Hyperion. Después de una breve batalla con los Vengadores, se creía que el virus Carroña había sido destruido por Superior Spider-Man. Sin embargo, fue capaz de regenerarse y regresó a su creador.
El virus Carroña se unió al Chacal y un clon de Miles Warren en su batalla contra Superior Spider-Man y Araña Escarlata. Durante la pelea, intentó tomar el control de la mente de Araña Escarlata, pero fue bloqueado por el "Otro" dentro de él.
Durante la historia de Dead No More: The Clone Conspiracy, Kaine y Spider-Woman de Tierra-65 rescatan a Spider-Man de Chacal. Luego, Kaine le revela a Spider-Man que él y Spider-Woman de Tierra-65 vinieron a este mundo para ayudar a Spider-Man porque vieron que aparentemente Spider-Man aliado con la oferta del Chacal en otros mundos resulta en un desastre global en el mundo forma del virus Carroña. El Doctor Octopus acciona un interruptor que activa el virus Carroña en todos los clones y hace que comiencen a descomponerse rápidamente. Spider-Woman de Tierra-65 escapa con Kaine cuando el virus Carroña comienza a propagarse, lo que hace que Anna también se vea afectada. Spider-Man intenta atraer a Ben, pero Chacal lo ignora y se hace cargo de la transmisión de J. Jonah para decirle al mundo que todos morirán y renacerán. Spider-Man piratea el Sistema de Emergencia de Webware de Industrias Parker y lo cambia para evocar desde todos los dispositivos de Industrias Parker en el planeta, que envía una gran señal que detiene la descomposición de algunas de las otras víctimas.

## Poderes y habilidades
La criatura llamada Carroña se crea cuando un virus replicador genético derivado del ADN mutado del profesor Miles Warren entra en contacto con un ser humano. El Carroña original tenía fuerza y durabilidad sobrehumanas, y podía reducir la densidad de su cuerpo para volverse prácticamente intangible. Podía desintegrar la materia orgánica en cenizas con solo tocarla. También tenía los poderes de la telepatía, la auto-levitación y la telequinesis de la materia orgánica. Carroña también desarrolló una sustancia química llamada polvo rojo que puede dejar inconsciente a la víctima o actuar como un ácido corrosivo que puede quemar la carne, el metal y otras sustancias. Carroña tiene acceso al equipo científico utilizado por Miles Warren en sus experimentos de "clonación".
Malcolm McBride, como Carroña, aparentemente tenía acceso al mismo conjunto de poderes que el original, pero aún no se había tomado el tiempo de explorar y perfeccionar sus poderes en la medida de su predecesor. Todavía no había demostrado la capacidad de volverse intangible o usar la telequinesis, y simplemente tiene una sensación de intuición que raya en la telepatía.
El virus Carroña es capaz de infectar y controlar a las víctimas sin alterar sus cuerpos, lo que le permite esconderse dentro de ellas. Si se le permite permanecer en un cuerpo el tiempo suficiente, se unirá permanentemente a él. El virus es lo suficientemente resistente como para reformarse después de casi la destrucción. Puede asumir una forma corporal propia, una que se asemeja a las Carroñas anteriores. De esta forma, puede crear un vapor que, cuando se inhala, le permite controlar las mentes.

## Otras versiones

### Dead No More: The Clone Conspiracy
Durante Dead No More: The Clone Conspiracy, el Chacal comienza a "reanimar" a los seres queridos fallecidos y a los enemigos de Spider-Man, aunque una falla en el proceso de resurrección hace que los traídos por él degeneren en Carroñas parecidos a zombis a menos que tomen una píldora especial todos los días. En numerosas realidades no identificadas donde Industrias Parker se alió con la compañía New U Technologies de Chacal, la degeneración se vuelve contagiosa y se propaga sin control, convirtiendo a toda la humanidad en hordas sin sentido de Carroñas.

### Spider-Man: Heroes & Villains
Malcom McBride aparece en Spider-Man: Heroes & Villains.

## En otros medios

### Videojuegos
- La versión de Malcolm McBride de Carroña aparece como un villano recurrente a mediados de la década de 1990 en el videojuego Sega Genesis / Super Nes llamado Spider-Man and Venom: Maximum Carnage. Es uno de los villanos reclutados por Carnage para ayudar a crear el caos en Nueva York. Carroña aparece con Doppelganger y Shriek varias veces en el juego y se cierne sobre el personaje del jugador que intenta agarrar la cabeza del personaje y destruirlo. El jugador tiene que derrotarlo numerosas veces en varios niveles con otros villanos.

### Novelas
- Según la novela de Spider-Man Spider-Man: Requiem, Stanley Carter fue infectado por el virus Carroña por la Camarilla de Scrier, trayendo a Stanley a la vida en un intento de robar el Darkhold de S.H.I.E.L.D., Spider-Man y el nuevo Stanley Carter/ Carroña luchó por un tiempo, pero finalmente Carter comenzó a luchar con Carroña por el control de su propio cuerpo y cuando la Camarilla de Scrier trajo de vuelta al antiguo dios Chthon (que destruiría el mundo) Carter / Carrion entregó su propia vida para detener el Dios. Mientras Stanley todavía estaba vivo, se había escondido de las autoridades en la casa de su tío Emory Carter y Emory había sido infectado por el virus Carrion cuando estaba cerca de Stanley. Cuando Stanley murió, Emory se convirtió en el próximo Carroña, pero luego fue derrotado por Spider-Man.